# Panama az 1996. évi nyári olimpiai játékokon
Panama az egyesült államokbeli Atlantában megrendezett 1996. évi nyári olimpiai játékok egyik részt vevő nemzete volt. Az országot az olimpián 6 sportágban 7 sportoló képviselte, akik érmet nem szereztek.

## Atlétika
Férfi
| Curt Young | 400 m gát | 55,20 | 7. | 54. | kiesett | kiesett | kiesett | kiesett | kiesett |

## Birkózás
Szabadfogású
| Versenyző   | Versenyszám | 32-es főtábla            | Nyolcaddöntő      | Negyeddöntő       | Elődöntő          | Vigaszág 2. kör                     | Vigaszág 3. kör   | Vigaszág 4. kör   | Vigaszág 5. kör   | Vigaszág 6. kör   | Bronz- mérkőzés   | Döntő             | Helyezés |
| Versenyző   | Versenyszám | Ellenfél Eredmény        | Ellenfél Eredmény | Ellenfél Eredmény | Ellenfél Eredmény | Ellenfél Eredmény                   | Ellenfél Eredmény | Ellenfél Eredmény | Ellenfél Eredmény | Ellenfél Eredmény | Ellenfél Eredmény | Ellenfél Eredmény | Helyezés |
| ----------- | ----------- | ------------------------ | ----------------- | ----------------- | ----------------- | ----------------------------------- | ----------------- | ----------------- | ----------------- | ----------------- | ----------------- | ----------------- | -------- |
| Alfredo Far | 130 kg      | Feng Aigang (CHN) · 0–11 |                   |                   |                   | Alekszandr Kovalevszkij (KGZ) · 0–4 | kiesett           | kiesett           | kiesett           | kiesett           | kiesett           |                   | 16.      |

## Kajak-kenu

### Szlalom
| Versenyző    | Versenyszám       | Döntő    | Döntő    | Döntő    | Döntő    | Döntő         | Döntő         |
| Versenyző    | Versenyszám       | 1. futam | 1. futam | 2. futam | 2. futam | Jobb eredmény | Jobb eredmény |
| Versenyző    | Versenyszám       | Pont     | Hely.    | Pont     | Hely.    | Pont          | Helyezés      |
| ------------ | ----------------- | -------- | -------- | -------- | -------- | ------------- | ------------- |
| Scott Muller | Férfi kajak egyes | 242,24   | 40.      | 242,89   | 42.      | 242,24        | 44.           |

## Sportlövészet
Női
| Versenyző       | Versenyszám | Selejtező | Selejtező | Döntő   | Döntő    |
| Versenyző       | Versenyszám | Pont      | Helyezés  | Pont    | Helyezés |
| --------------- | ----------- | --------- | --------- | ------- | -------- |
| Jenny Schuverer | Légpisztoly | 354       | 41.       | kiesett | kiesett  |

## Súlyemelés
| Versenyző     | Versenyszám | Szakítás | Szakítás | Lökés    | Lökés    | Összesen | Helyezés |
| Versenyző     | Versenyszám | Eredmény | Helyezés | Eredmény | Helyezés | Összesen | Helyezés |
| ------------- | ----------- | -------- | -------- | -------- | -------- | -------- | -------- |
| Alexi Batista | 64 kg       | 122,5    | 24.*     | 150,0    | 27.*     | 272,5    | 27.      |

* - másik versenyzővel azonos eredményt ért el

## Úszás
Férfi
| Versenyző  | Versenyszám    | Előfutam | Előfutam | Előfutam | Döntő   | Döntő   | Döntő   | Helyezés |
| Versenyző  | Versenyszám    | Idő      | Hely.    | Össz.    | Típus   | Idő     | Hely.   | Helyezés |
| ---------- | -------------- | -------- | -------- | -------- | ------- | ------- | ------- | -------- |
| José Isaza | 100 m gyors    | 51,86    | 4.       | 43.      | kiesett | kiesett | kiesett | kiesett  |
| José Isaza | 200 m gyors    | 1:54,58  | 1.       | 32.      | kiesett | kiesett | kiesett | kiesett  |
| José Isaza | 100 m pillangó | 57,62    | 6.       | 55.      | kiesett | kiesett | kiesett | kiesett  |

Női
| Versenyző              | Versenyszám | Előfutam | Előfutam | Előfutam | Döntő   | Döntő   | Döntő   | Helyezés |
| Versenyző              | Versenyszám | Idő      | Hely.    | Össz.    | Típus   | Idő     | Hely.   | Helyezés |
| ---------------------- | ----------- | -------- | -------- | -------- | ------- | ------- | ------- | -------- |
| Eileen Marie Coparropa | 50 m gyors  | 26,67    | 2.       | 33.      | kiesett | kiesett | kiesett | kiesett  |